# 深川史麻
深川 史麻（ふかがわ しま、9月4日 - ）は、日本の女性声優。東京都出身。オフィス薫所属。

## 来歴
オフィス薫附属声優養成所卒（第8期）。

## 人物
特技・資格は時代装束着付、管理栄養士、健康運動指導士、教員免許。趣味はクラシックバレエ、歌、紅茶をおいしく入れること。
音域はソプラノ（コロラトゥーラ）からアルト。

## 出演作品

### テレビアニメ
- 激闘!クラッシュギアTURBO（2002年、イガラシ）
- プラネテス（2003年、子供D）
- 超ぽじてぃぶ! ファイターズ（2004年）

### 劇場アニメ
- 名探偵コナン 水平線上の陰謀（2005年、船内アナウンス）

### 吹き替え

#### 映画
- アタック・ナンバーハーフ（ムック）
- ウェーブマスター
- オーファン・アーミー
- グリーン・ドラゴン
- 撃鉄 GEKITETZ ワルシャワの標的（クラレ）
- ザ・フォーリナー/復讐者
- デン・オブ・ライオンズ
- ナチュラル・シティ
- ハイ・エクスプローシブ
- リターン・トゥ・タオ

#### ドラマ
- アンドロメダ
- シナリオライターは君だ!
- 新 Dr. マークスローン シーズン3
- となりのサインフェルド
- フリークス学園（サラ）
- 名探偵モンク シーズン5
- リジー&Lizzie
- ワンだー・エディ

#### アニメ
- スパイダーマン 新アニメシリーズ
- ドーラといっしょにだいぼうけん（ティコ、バル）

### ナレーション
- 学研海外子女向け国語教材
- 公文出版 英語カード
- ジャパンタイムス ビジネス中国語
- PC 教材 CD 「エクセル」「ワード」
- 日立 銀行ATM 音声ガイド

### 舞台
- セイムタイム・ネクストイヤー